# Lyngbakr

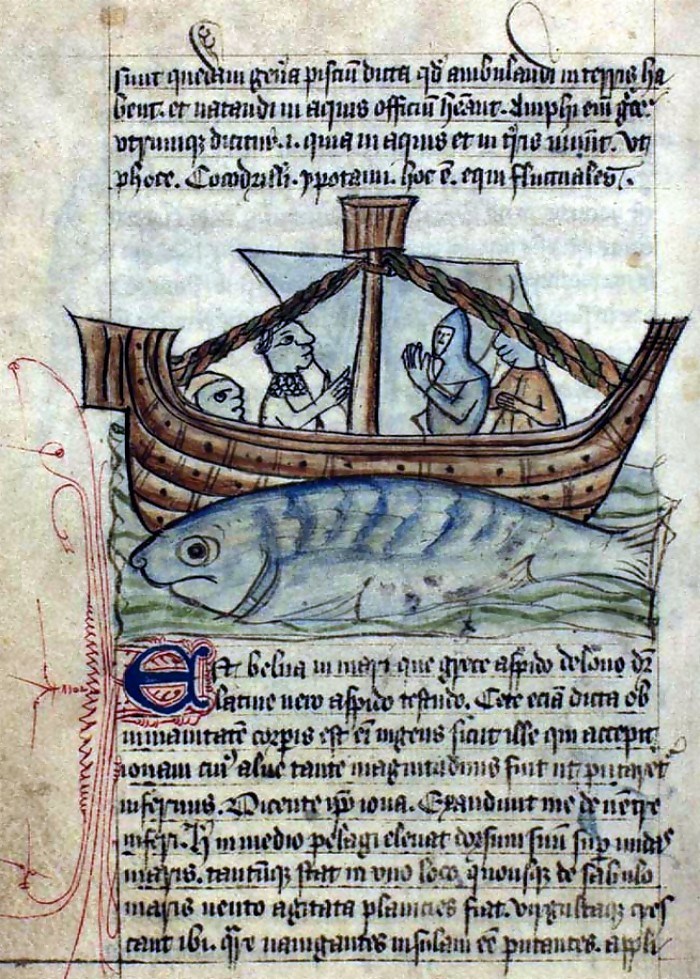
El Lyngbakr es un monstruo marino que aparece en la saga de Örvar-Oddr.

Lyngbakr (del nórdico antiguo: lyngi, "brezo" + bakr, "espalda") es una criatura fantástica, un monstruo marino de la mitología nórdica que aparece mencionado en la saga de Örvar-Oddr y que aparentemente habitaba el mar de Groenlandia junto a otra criatura llamada Hafgufa. Según la saga, se hacía pasar por una isla y cuando los marineros desembarcaban, se hundía en el abismo llevándose consigo a toda la tripulación. Lyngbakr era definida como la más grande de las ballenas y hafgufa la criatura que dio origen a todas las bestias del océano.